# Kończewo (województwo pomorskie)
Kończewo (kaszb. Kùńczewò, niem. Kunsow) – wieś kaszubska w Polsce, położona w województwie pomorskim, w powiecie słupskim, w gminie Kobylnica.

## Nazwa
Nazwa miejscowości, wzmiankowana po raz pierwszy w formie Conezowe w 1300, ma pochodzenie słowiańskie i charakter dzierżawczy. Powstała przez dodanie do nazwy osobowej *Konisz formantu -ewo. Niemiecka nazwa Kunsow jest adaptacją fonetyczną pierwotnej nazwy słowiańskiej. Polska nazwa Kończewo w miejsce oczekiwanej *Koniszewo powstała w wyniku błędnej resubstytucji nazwy niemieckiej z adideacją do nazwy pospolitej koniec.
Rada Języka Kaszubskiego proponuje opartą na polskiej kaszubską formę nazwy Kùńczewò.

## Historia
W roku 1702 odbyło się ostatnie nabożeństwo w języku kaszubskim.
W latach 1954–1959 wieś należała i była siedzibą władz gromady Kończewo, po jej zniesieniu w gromadzie Kobylnica. W latach 1975–1998 miejscowość administracyjnie należała do województwa słupskiego.

## Zabytki
- eklektyczny pałac z 1900, piętrowy, z wyższymi ryzalitami i kwadratową wieżą z belwederem[8],
- grodzisko z wałami i fosą.